# The rhythm
«The Rhythm» (en español: «El ritmo») es el primer sencillo de la cantante y actriz Patricia Manterola para su cuarto álbum de estudio Que el ritmo no pare, de 2002 en Europa, mientras en los países de habla hispana se lanzó una versión en español llamada «Que el ritmo no pare». 
Ambas versiones fueron escritas por Estéfano y Julio Reyes y producidas por Adrián Pose.

## Información de la canción
La versión en español fue elegida para la Vuelta a España en 2002 y alcanzó éxito moderado en los países de América Latina y las radios en español en Estados Unidos.

## Posiciones
| País           | Lista                           | Mejor posición |
| -------------- | ------------------------------- | -------------- |
| Alemania       | Media Control Charts            | 89             |
| Flandes        | Ultratop                        | 27             |
| Región Valona  | Ultratop                        | 10             |
| España         | PROMUSICAE                      | 6              |
| Estados Unidos | U.S Billboard Latín Pop Airplay | 15             |
| Estados Unidos | U.S Billboard Latín Songs       | 19             |